# Швери, Анри
Анри Швери (фр. Henri Schwery; 14 июня 1932, Сен-Леонар, Швейцария — 7 января 2021, там же) — швейцарский кардинал. Епископ Сьона с 22 июля 1977 по 1 апреля 1995. Кардинал-священник с титулом церкви Санти-Протомартири-а-Виа-Аурелия-Антика с 28 июня 1991.

## Ранняя жизнь и образование
Родился Анри Швери 14 июня 1932 года, в Сен-Леонаре, кантон Вале, в Швейцарии. Швери получил образование в младшей семинарии Сьона, в Колледже-институте в Сьоне и в старшей семинарии Сьона (католическое богословие и философия), а также в Папском Григорианском университете, в Риме; в Фрибурском университете, Фрибур (математика и теоретическая физика).

## Священник и епископ
7 июля 1957 года он был рукоположён в священники, в Сен-Леонаре, Франсуа-Нестором Адамом — епископом Сьона. Продолжение обучения в 1957—1961 годах. Пасторская работа в диоцезе Сьона в 1961—1977 годах. Капеллан Студенческой молодежи Католического Действия в 1958—1966 годах. Военный капеллан в 1958—1977 годах. Член профессорско-преподавательского состава Колледжа-института в Сьоне, в 1961—1972 годах; ректор этого учебного заведения в 1972—1977 годах. Директор младшей семинарии, в Сьоне, 1968—1972 годах. Модератор епархиального синода в 1973—1976 годах.
Папа римский Павел VI назначил Швери 22 июля 1977 года, епископом Сьона. Ординация состоялась 17 сентября 1977 года, в Сьоне. Ординацию совершил Франсуа-Нестор Адам — бывший епископ Сьона, которому помогали Пьер Мамье — епископ Лозанны, Женевы и Фрибура и Отмар Медер — епископ Санкт-Галлена. Почётный каноник территориального аббатства Сен-Морис д’Агонн. Председатель епископской конференции Швейцарии в 1983—1988 годах.

## Кардинал
Возведен в кардиналы-священники папой римским Иоанном Павлом II на консистории от 28 июня 1991 года, с титулом церкви Санти-Протомартири-а-Виа-Аурелия-Антика. В течение марта этого же года, он засвидетельствовал своё уважение умирающему архиепископу Марселю Лефевру. 1 апреля 1995 года он ушел в с поста епископа Сьона. Швери был одним из кардиналов-выборщиков, которые участвовали в Папском Конклаве 2005 года, который избрал папу римского Бенедикта XVI.
14 июня 2012 года кардиналу Анри Швери исполнилось восемьдесят лет и он потерял право на участие в Конклавах.
7 января 2021 года кардинал Швери скончался у себя дома, в коммуне Сен-Леонар.

## Титулы
Великий приор Швейцарского Лейтенантства и кавалер Большого Креста Рыцарского Ордена Святого Гроба Господня Иерусалимского.